# Рижский технический университет Опен
Рижский технический университет Опен (англ. Riga Technical University Open; также РТУ Опен) — международный шахматный фестиваль, который ежегодно в августе проводится с 2011 года в столице Латвии Риге. Крупнейший турнир по классическим шахматам в странах Балтии.

## История фестиваля
Первые три международных шахматных фестиваля (2011—2013) были проведены в главном здании Рижского технического университета, который находится в старой Риге. В первом и во втором фестивале прошли два турнира по классическим шахматам («А» для мастеров и «B» для любителей) и блицтурнир последнего дня. Третий фестиваль включал в себя уже три турнира по классическим шахматам («А» для мастеров и «B», «C» для любителей).
В 2014 году четвёртый международный шахматный фестиваль переехал в выставочный центр «Кипсала», где находился более просторный зал для всё возрастающего числа участников. Четвёртый международный шахматный фестиваль включал в себя блицтурнир первого дня и пять классических шахматных турниров («А» для мастеров и «B», «C», «D», «E» для любителей). Пятый и шестой фестиваль также прошёл в выставочном центре «Кипсалa» и включал в себя четыре турнира по классическим шахматам («А» для мастеров и «B», «C», «D» для любителей), а также блицтурнир в последний день. В каждом из последних трёх фестивалей (2014—2016) принимали участие более 400 шахматистов со всего мира. В 2017 году прошёл седьмой фестиваль в выставочном центре «Кипсалa» и включал в себя пять турниров по классическим шахматам («А» для мастеров и «B», «C», «D», «Е» для любителей), а также блицтурнир в последний день. В 2018 году в выставочном центре «Кипсалa» прошёл восьмой фестиваль и включал в себя пять турниров по классическим шахматам («А» для мастеров и «B», «C», «D», «Е» для любителей), а также два блицтурнира. В 2019 году в выставочном центре «Кипсалa» прошёл девятый фестиваль и включал в себя шесть турниров по классическим шахматам («А» для мастеров, «Y» для юных шахматистов и «B», «C», «D», «Е» для любителей), турнир по быстрым шахматам и два блицтурнира. В 2020 году ежегодный шахматный фестиваль не состоялся связи с пандемией COVID-19. В 2021 году в выставочном центре «Кипсалa» прошёл десятый фестиваль, который состоял из четырёх турниров по классическим шахматам («А» для мастеров, «B&Y» для юных шахматистов и любителей, и «C&D», «Е» для любителей), турнира по быстрым шахматам («G») и двух блицтурниров («F» и «H»). В 2022 году в выставочном центре «Кипсалa» прошёл одиннадцатый фестиваль, который состоял из пяти турниров по классическим шахматам («А» для мастеров, «Y» для юных шахматистов, и «B», «C», «D», «Е» для любителей), турнира по быстрым шахматам («F») и двух блицтурниров («E» и «G»). В 2023 году в выставочном центре «Кипсалa» прошёл двенадцатый фестиваль, который состоял из пяти турниров по классическим шахматам («А» для мастеров, «Y» для юных шахматистов, и «B», «C», «D», «Е» для любителей), турнира по быстрым шахматам («F»), двух блицтурниров («E» и «G») и трех квалификационных турниров для начинающих («Q1», «Q2» и «Q3»). В 2024 году в выставочном центре «Кипсалa» прошёл тринадцатый фестиваль, который состоял из четырех турниров по классическим шахматам («А» для мастеров, и «B», «C», «D» для любителей), турнира по быстрым шахматам («Открытый чемпионат Риги по быстрым шахматам 2024»), двух блицтурниров («Блицтурнир, посвященный 100-летию Латвийской шахматной федерации и ФИДЕ» и «Полуночный блиц»).
30 мая 2025 года на сайте Латвийской шахматной федерации было объявлено, что «из-за недостаточного финансирования фестиваль РТУ Опен в этом году, к сожалению, не состоится». В этом объявлении также подчеркивалось, что «мы обязательно продолжим работу, чтобы РТУ Опен, возможно, под другим названием и в другом формате, вернулся в латвийский шахматный календарь в следующем году».

## Победители главного турнира А
| Год  | Победитель          | 2-е место         | 3-е место          | Лучшая женщина     |
| ---- | ------------------- | ----------------- | ------------------ | ------------------ |
| 2011 | Альберто Давид      | Яан Эльвест       | Владимир Свешников | Катаржина Тома     |
| 2012 | Ян Маркош           | Александр Фиер    | Даниэль Фридман    | Юдит Фукс          |
| 2013 | Бартош Соцко        | Робин Ван Кампен  | Михаил Антипов     | Зузана Шточкова    |
| 2014 | Грант Мелкумян      | Рихард Раппорт    | Эдуардо Итуррисага | Мария Манакова     |
| 2015 | Алексей Широв       | Роберт Оганесян   | Ринат Джумабаев    | Моника Соцко       |
| 2016 | Мартын Кравцив      | Грант Мелкумян    | Артур Нейкшанс     | Сваминатан Сумья   |
| 2017 | Владимир Онищук     | Сергей Павлов     | Тамир Набати       | Лэй Тинцзе         |
| 2018 | Роберт Оганесян     | Мануэль Петросян  | Александр Предке   | Нутакки Приянка    |
| 2019 | Игорь Коваленко     | Шарунас Шулскис   | Арман Микаелян     | Ирина Бульмага     |
| 2021 | Александр Донченко  | С. Л. Нараянан    | Томас Лаурушас     | Маргарет Олде      |
| 2022 | Паулюс Пултинявичюс | Том Кантанс       | Эрик Блумквист     | Лаура Рогуле       |
| 2023 | Эльхам Амар         | Эрик Блумквист    | Драгош Цереш       | Анастасия Синицына |
| 2024 | Николас Теодору     | Якоб Леон Пайекен | Томас Лаурушас     | Элин Руберс        |